# Canthidium epistomale
Canthidium epistomale är en skalbaggsart som beskrevs av Antoine Boucomont 1928. Canthidium epistomale ingår i släktet Canthidium och familjen bladhorningar. Inga underarter finns listade.